# تریستان والنتن
تریستان والنتن (فرانسوی: Tristan Valentin‎؛ زادهٔ ۲۳ فوریهٔ ۱۹۸۲) دوچرخه‌سوار اهل فرانسه است.